# Kid Lavigne
Pour les articles homonymes, voir Lavigne.
Kid Lavigne est un boxeur américain né le 6 décembre 1869 à Bay City, Michigan, et mort le 9 mars 1928.

## Carrière
Il devient champion du monde des poids légers le 1er juin 1896 en battant par arrêt de l'arbitre au 24e round Jack Everhardt. Lavigne défend 5 fois son titre avant de s'incliner aux points en 20 rounds contre le Suisse Frank Erne le 3 juillet 1899.

## Distinction
- Kid Lavigne est membre de l'International Boxing Hall of Fame depuis 1998[1].